# Památková péče

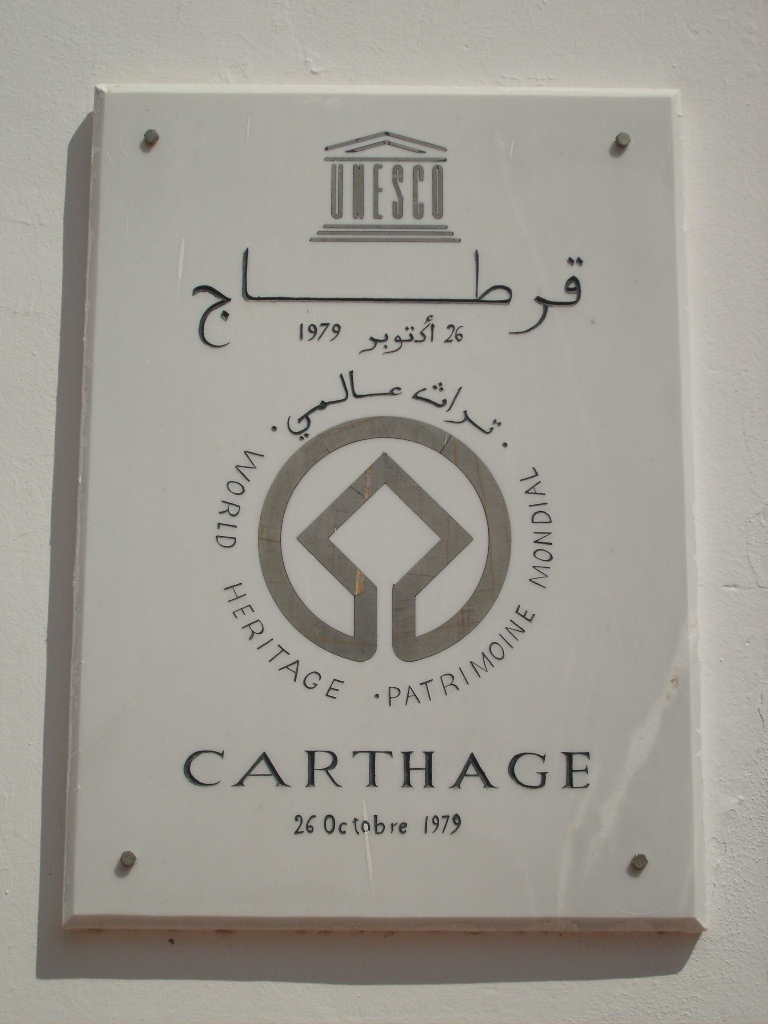
plaketa označující Kartágo za součást světového kulturního dědictví organizace UNESCO.

Památková péče nebo také ochrana památek je cílená snaha společnosti o zachování vybraných částí movitého a nemovitého kulturního dědictví, především staveb. V širším významu se pak jedná o snahu o zachování veškerého světového dědictví, tj. kulturních i přírodních památek. Je prováděna formou evidence, ochrany a záchrany (konzervace, restaurování, rekonstrukce) památek. Památková péče funguje na národní i mezinárodní úrovni a její forma a úroveň je v různých státech světa rozdílná. Památková péče je z principu kontroverzní.

## Památky a kulturní dědictví

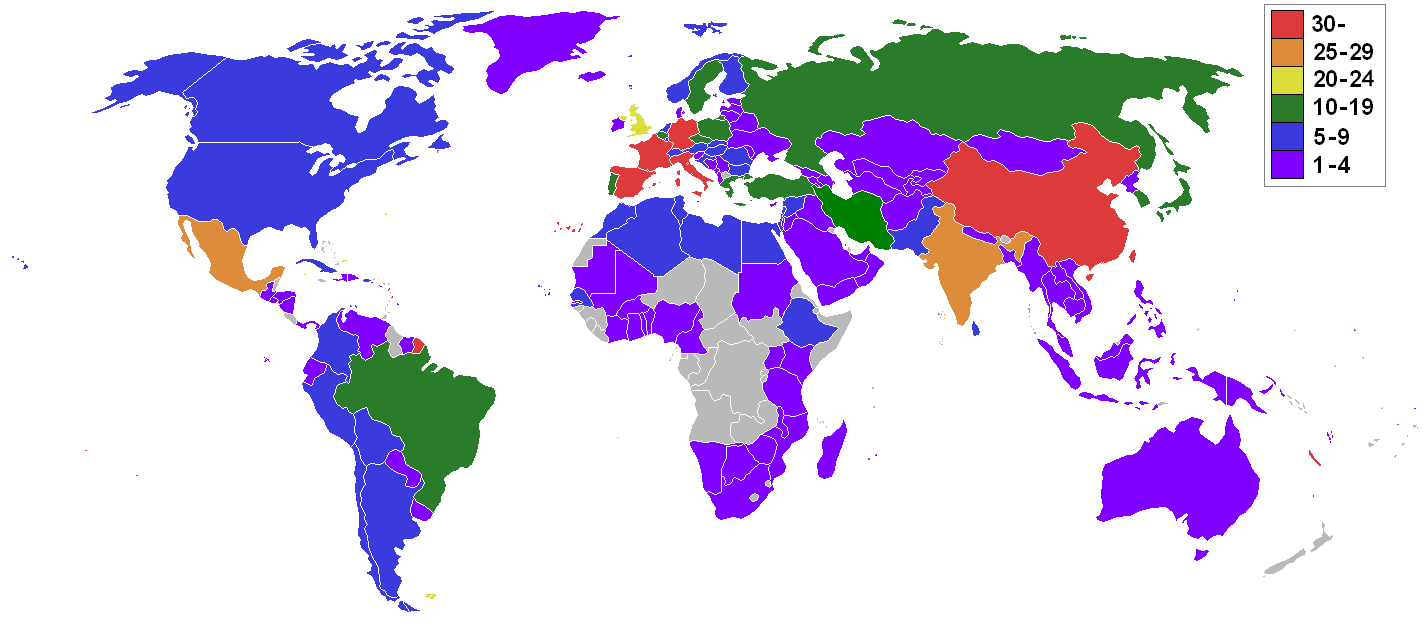
Rozložení kulturních památek

Památky a kulturní dědictví jsou významnými doklady historického vývoje, životního způsobu a prostředí společnosti od nejstarších dob do současnosti. Jako projevy tvůrčích schopností a práce člověka z nejrůznějších oborů lidské činnost jsou chráněny pro své hodnoty historické, umělecké, vědecké a technické nebo pro svůj přímý vztah k významným osobnostem a historickým událostem.
Smyslem ochrany památek je jejich zachování, zpřístupňování a vhodné využívání tak, aby se podílely na rozvoji společnosti.
Kulturní památky jsou chráněny jako nedílná součást kulturního dědictví, svědectví dějin, významný činitel životního prostředí a nenahraditelné bohatství. Na tomto principu fungují národní i mezinárodní instituce památkové péče.

## Historie památkové péče

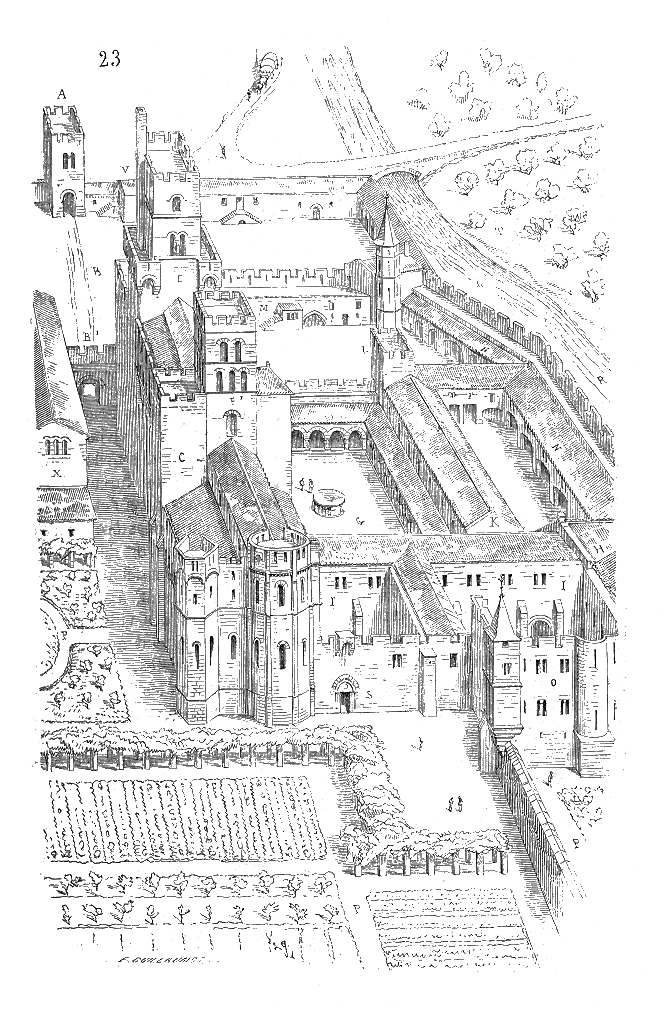
Náčrtek opatství Saint-Allyre v Clermont od Eugéna Viollet-le-Duc

Základním kamenem památkové péče je už od starověku pocitově formulovaný vztah kulturní piety k tradici, dějinám a kultu osobnosti resp. dynastie, díky němuž zůstaly některé objekty zachovány dodnes, na rozdíl od jiných, v běhu dějin rozebraných např. na stavební materiál.
Dalším stejně důležitým motivem je vytváření záměrných památek s cílem zachovat zmínku o lidských skutcích či osudech. Neméně důležitým znakem je pak sběratelství  těchto kulturních děl, dokladované od středověku do současnosti a položivší základy galerijním sbírkám.
Velkým mezníkem památkové péče v Evropě je období renesance, které se hledá v antice a objevuje památkovou péči v dnešním slova smyslu a to vědomým uznáním antických památek a přijetím zákonných opatření na jejich ochranu. První nařízení k ochraně antických uměleckých děl vydal papež Pius II. v roce 1462. Zájem společnosti o umělecké dědictví byl ovšem omezen na úzkou vrstvu elit.
Počátky novodobé památkové péče pak sahají do doby francouzské revoluce – v roce 1790 byla ve Francii ustavena Komise pro památky a byly vydány instrukce k inventarizaci a uchování uměleckých, historických a technických památek (roku 1830 ve Francii založena Generální inspekce historických památek). Díky průmyslové revoluci došlo k rozšíření působnosti v obnově a ochraně památek. V první polovině 19. století se pak památkové péči dostává právního podložení postupně ve většině zemích Evropy. Roku 1834 Řecko jako první vydalo zákon na ochranu památek. V Českých zemích to bylo císařské rozhodnutí z 31. prosince 1850.
Kolem roku 1850 se proti sobě vyhranily dva protichůdné myšlenkové trendy. První je označován jako puristické restaurování. Spočívalo v „očišťování“ památek od mladších slohových doplňků a v jejich přestavbě a dostavě v historizujícím stylu do fiktivní úplnosti a stylové jednoty (hlavním představitelem byl francouzský znalec středověké architektury a jejich konstrukčních systémů Eugène Viollet-le-Duc). Druhý směr vyzdvihoval hodnotu stáří památky a namísto dostaveb požadoval jen údržbu, prevenci a konzervaci dochovaného stavu (hlavními představiteli byli britští umělečtí kritici a reformátoři John Ruskin a William Morris).

### V Česku

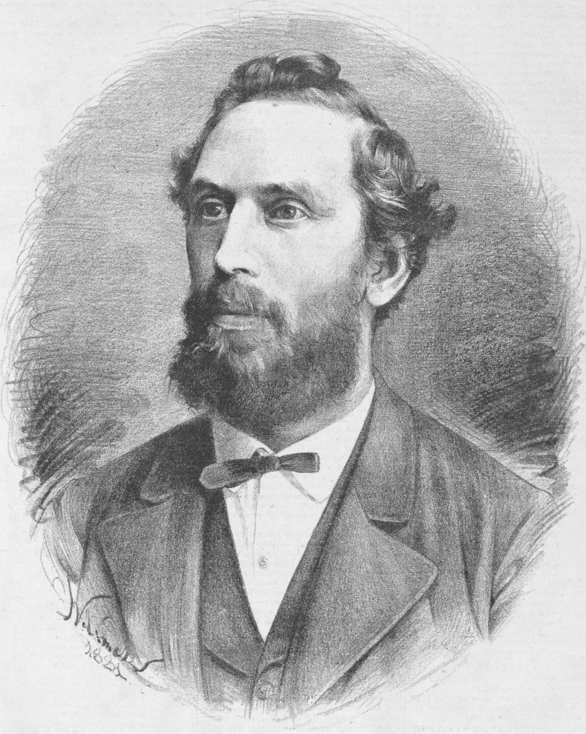
Josef Mocker

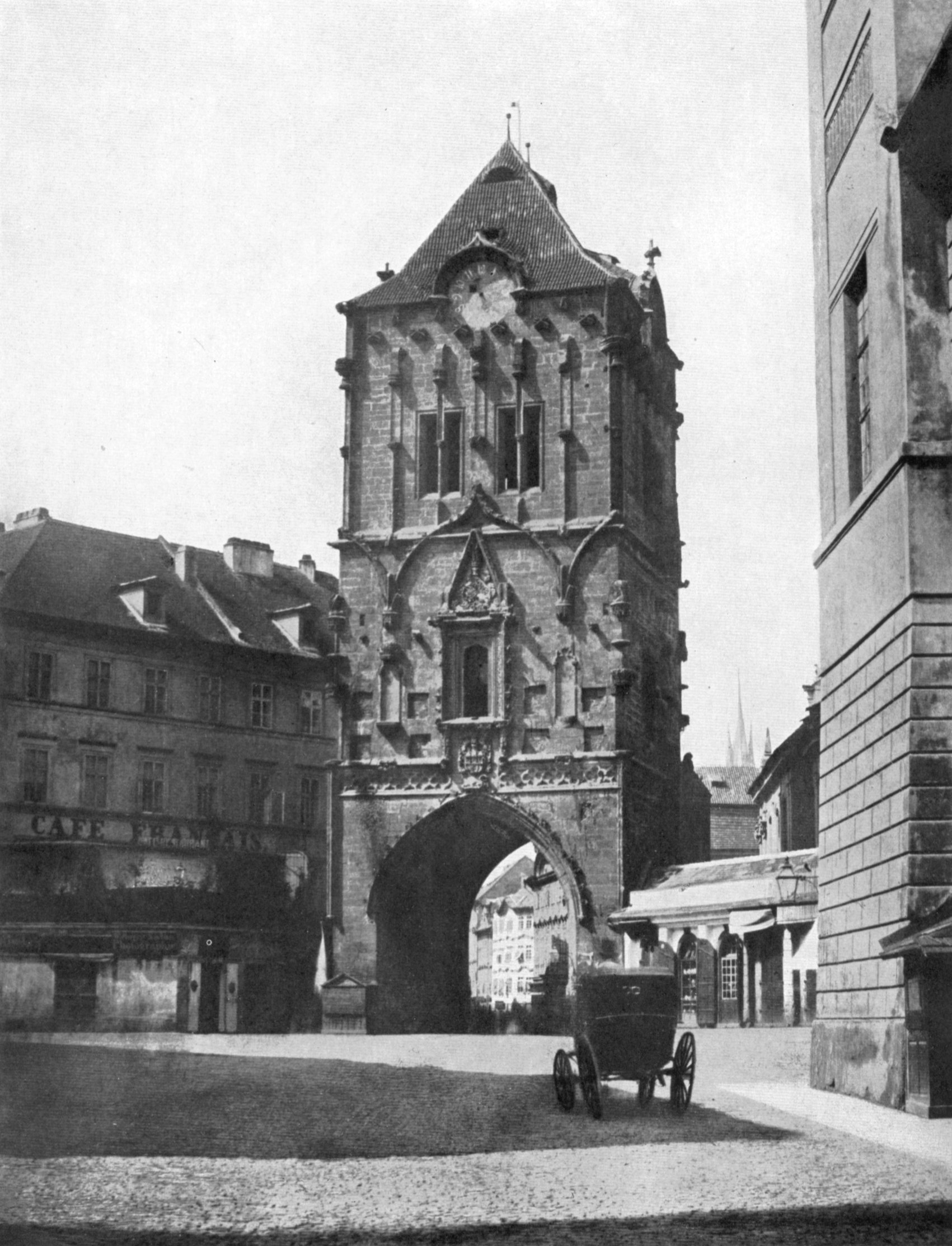
Prašná brána v roce 1856 před zásahem J. Mockera, na fotografii A. Grolla

V 18. století obrátil kult národní minulosti poprvé pohled k historickým objektům na našem území a první oborovou institucí se stala dobrovolná Společnost vlasteneckých přátel umění, založená 1796 (její Obrazárna dala základ dnešní Národní galerii). V roce 1818 pak bylo založeno Národní muzeum. Památkám se však nevěnovala taková péče jako v současnosti a obdiv společnosti patřil pouze monumentům středověku. Barokem, rokokem i klasicismem se dále spíše opovrhovalo.
Ve druhé polovině 19. století spolu s ekonomickým rozvojem, který doprovázel i rozvoj vzdělání a vědeckého výzkumu, již měli restaurátoři památek dost podkladů a informací o tom, jak památky daného slohu vypadaly a usilovalo se o to, aby toto dosažené poznání bylo promítnuto do rekonstrukce. Historická stavba se tak měla prezentovat ve slohově čisté podobě. Tento přístup je nazýván puristickou doktrínou.
Východiskem nového pojetí památkové péče se stalo dílo Aloise Riegla. V praxi to znamenalo odklonění od purismu ke analytické a konzervační metodě, kdy je cílem poznat stavební vývoj památky a zachovat ji v podobě „tak jak je“. Tyto myšlenky a zásady se postupně v českých zemích setkaly s plnou odezvou. Zejména Praha se stala v období 1905 až do první světové války střediskem intenzivní aktivity v oblasti památkové péče. V roce 1900 byl založen dodnes aktivní Klub za starou Prahu. Odsud pochází i převratná idea, že nejen jednotlivá stavba, ale celá historická městská čtvrť může mít povahu uměleckého díla. Další významnou osobností byl Max Dvořák (1874–1921), autor Katechismu památkové péče (1916).
K významným osobnostem české památkové péče po druhé světové válce patřil Zdeněk Wirth a jeho metodologický oponent Václav Wagner, k událostem vznik Státního ústavu památkové péče a ochrany přírody (1968) a Českém národním komitétu ICOMOS (1965). Období i po roce 1989 ovlivnil Dobroslav Líbal a zápis českých památek Světového dědictví na seznam UNESCO.

## Současná památková péče

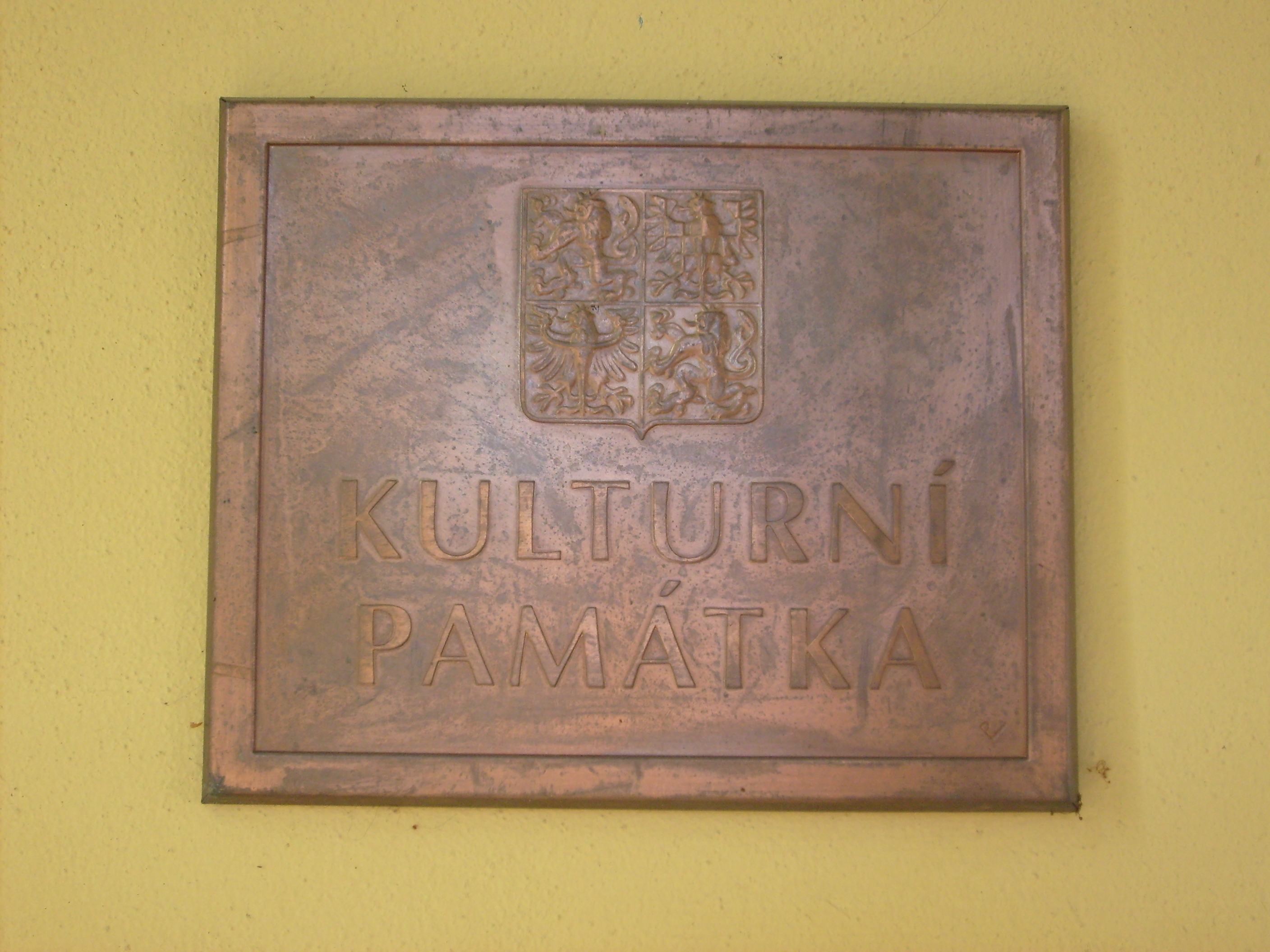
Označení nemovité kulturní památky na kostele v Licibořicích

Památku můžeme konzervovat, restaurovat, restituovat (navrátit původní prvky na původní místo), rekonstruovat nebo asanovat (očistit).
Neustálý metodický vývoj památkové péče je dnes ve fázi, kdy je hlavním cílem především uchování památky, prodloužení jejího života a snaha o její další zapojení do současného života kde všechny její výše zmíněné nástroje nejsou ve vzájemném rozporu, ale spolupracují na dosažení tohoto cíle.

### Mezinárodní spolupráce
Mezinárodní subjekty zabývající se evidencí kulturního dědictví světového nebo mezinárodního významu:
- UNESCO – Organizace spojených národů pro výchovu, vědu a kulturu, založená 1946. Je mezinárodní vládní organizací při OSN. Jejím posláním je přispívat k vzájemnému porozumění a sbližování mezi národy na základě mezinárodního rozvíjení výchovné, vzdělávací, vědecké a ostatní kulturní činnosti. Sektor kultury řeší i záchranu kulturního dědictví.
- ICOMOS – Mezinárodní rada pro památky a sídla, založená 1965 v Polsku. Zastřešuje mezinárodní otázky teorie a praxe památkové péče. Podporuje bádání, ochranu, restaurování a prezentaci nemovitých kulturních památek a sídel. Má nezastupitelnou úlohu při výměně mezinárodních zkušeností. Dokumenty vydané prostřednictvím ICOMOS nejsou právně závazné, ale při schválení všemi národními komitéty ICOMOS tvoří základ pro odborné otázky a praxi v každé členské zemi.

Úmluvy, charty a mezinárodní smlouvy:
- Athénská charta, 1931 (objevuje se pojem mezinárodní dědictví)
- Roerichův pakt, 1935 (odpovědnost vůči kulturnímu dědictví za války[19])
- Haagská konvence, 1954 (zvláštní ochrana za ozbrojeného konfliktu, z podnětu UNESCO[15])
- Mezinárodní charta o konzervaci a restaurování památek a sídel, Benátky 1964
- Úmluva o ochraně světového kulturního a přírodního dědictví, 1975 (UNESCO)
- Mezinárodní charta kulturního turismu, Brusel 1976
- Mezinárodní charta o historických zahradách, Florencie 1982
- Úmluva o ochraně architektonického dědictví Evropy, Granada 1985
- Mezinárodní charta pro záchranu historických měst, Washington 1987
- Mezinárodní charta o řízení archeologického dědictví, Lausanne 1990
- Úmluva o ochraně archeologického dědictví Evropy, Valletta 1992
- Dokument o autenticitě, Nara 1994
- Mezinárodní charta o ochraně a gesci kulturního dědictví pod vodou, Sofia 1996
- Mezinárodní charta o lidovém stavebním dědictví, Mexiko 1999
- Mezinárodní charta o kulturním turismu, Mexiko 1999
- Barcelonská charta, 2002 (námořní památky[20])

### V Česku
Již v preambuli Ústavy je zmíněno, že občané České republiky jsou odhodláni společně střežit a rozvíjet zděděné přírodní, kulturní, hmotné a duchovní bohatství
V České republice má péči o kulturní památky na starosti Památková inspekce a odbor památkové péče Ministerstva kultury a jím zřízená odborná organizace památkové péče – Národní památkový ústav. Vedle nich pak působí i nezávislé spolky a sdružení, jež se aktivně zapojují do ochrany památek, jako např. Klub Za starou Prahu.
Česká republika je součástí UNESCO .
Díky změnám státního zřízení, politických a společenských systémů v České republice neexistuje dlouhodobá kontinuita v památkové péči a její výkon je často nedostatečný a problémový, přestože samotný systém je dostatečně stabilní a rozvinutý.
| Nemovité kulturní památky         | 39 247 |
| Národní kulturní památky          | 235    |
| Památkové rezervace               | 123    |
| Památkové zóny                    | 483    |
| Památky světového dědictví UNESCO | 12     |
| Zpřístupněné kulturní památky     | 177    |

#### Národní památkový ústav
Na základě statutu vydaného Ministerstvem kultury má NPÚ na starosti památky z hlediska:
- praktického (propagace, stálé využití),
- odborného poradenství (pomoc vlastníkům památek, konzervátorům a dalším orgánům státní památkové péče),
- teoretického (zpracovávání koncepce dlouhodobého rozvoje státní památkové péče a její metodologie),
- dokumentačního (vedení Ústředního seznamu kulturních památek České republiky),
- výzkumného (archeologické výzkumy),
- vzdělávacího (vzdělávání pracovníků v oboru státní památkové péče)
- hospodářského (vybírání poplatků v souvislosti s využitím kulturních památek)

NPÚ tedy konkrétně:
- zabezpečuje odbornou činnost, týkající se péče o nemovité a movité kulturní památky
- vede Ústřední seznam kulturních památek
- vydává odborná vyjádření (jako podklad pro závazná stanoviska orgánů státní správy)
- sleduje provádění komplexní péče o památkový fond na území regionu a zajišťuje poradenské služby vlastníkům památek
- vykonává odborný dohled a provádí i vlastní výzkumy

A také spravuje soubor zpřístupněných památkových objektů, zejména státních hradů a zámků, které jsou v jeho přímé správě.

#### Osobnosti
K nejvýznamnějším současným představitelům památkové péče patří Naděžda Goryczková, generální ředitelka NPÚ a Václav Girsa, prezident Českého národního komitétu ICOMOS.

## Problémy
Primárním problémem památkové péče je výběr objektů určených k ochraně. Procesně za ním je hned další (fakticky ještě důležitější) problém – způsob této ochrany. Historicky neexistuje shoda ani na jednom tomto problému památkové péče.
| „                                 | Hnusné obludy z nevzdělaných věků. | “ |
| — Molière o gotických katedrálách |                                    |   |

| „              | Památkáři jsou všude. V Londýně i v New Yorku jsou stejně tvrdí. Památkářská správa musí existovat, záleží jen na jejich otevřenosti. Samozřejmě, že se staly i památkářské prohry. Bourají se budovy, co měly stát, a zachraňují se jiné, které nejsou vůbec důležité… | “ |
| — Jan Kaplický | |   |

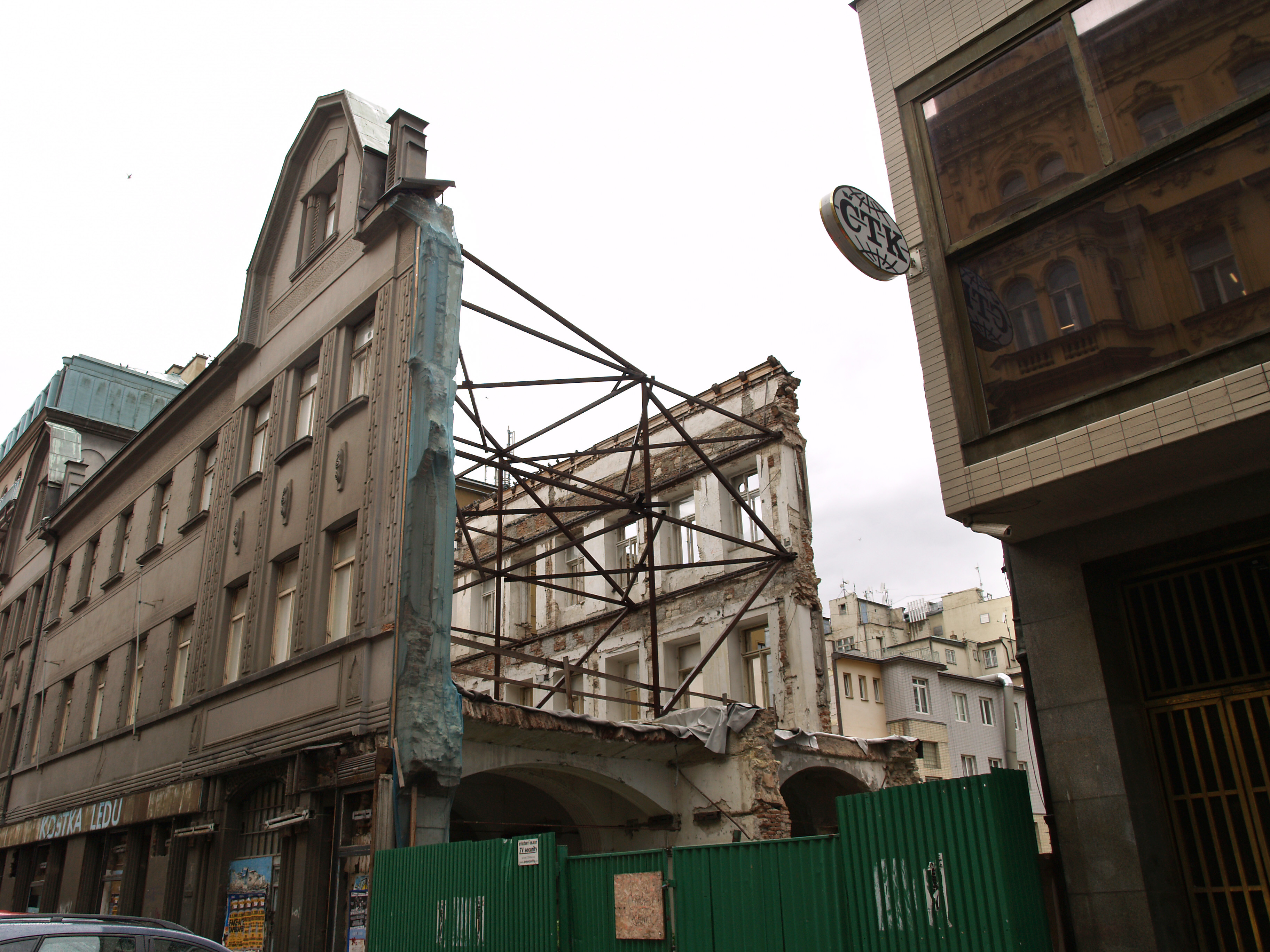
Dům č. 920/3 v Opletalově ulici v Praze při fasádistické rekonstrukci v roce 2009

Tlak využití kulturních památek je rozložen zpravidla nerovnoměrně. Některé regiony nedisponují dostatkem vhodné náplně pro kulturní památky, naopak v oblastech, kde se koncentrují ekonomické aktivity, dochází k velkému investičnímu tlaku na tyto památky. Často i na jejich úplnou demolici z důvodu uvolnění stavební parcely.

### Fasádismus
Snaha o vyhovění všem stranám často končí realizací způsobem známým jako fasádismus, kdy je z původní stavby ponechána pouze fasáda, za kterou se realizuje zcela nová stavba. Tento způsob se začal objevovat v 70. letech 20. století v západní Evropě poté, co se zvedla vlna občanského odporu proti úplným demolicím velkého množství domů (francouzsky Renouvellement avec bulldozer, renovace buldozerem, německy Zweite Zerstörung, druhé zničení – poukaz na to, že plánovanými demolicemi bylo zničeno více památek než za druhé světové války).

## Galerie
Pokud se zanedbá údržba a do objektu zatéká, může být jeho zkáza poměrně rychlá. Příkladem budiž tzv. kurie Dubnických pod slovenským hradem Beckov, která je na druhé fotografii (po osmi letech od pořízení prvního snímku) již bez střechy a bez oken.

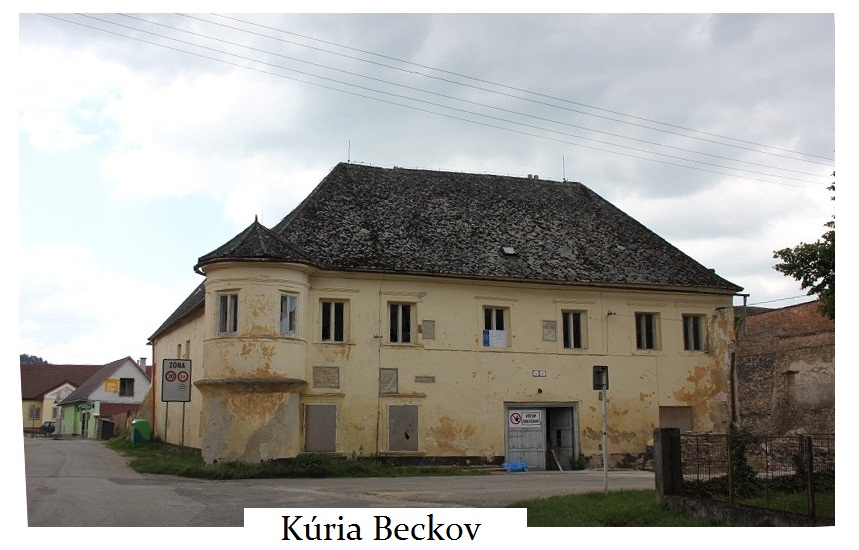
Kúria Dubnických v Beckově (2014)
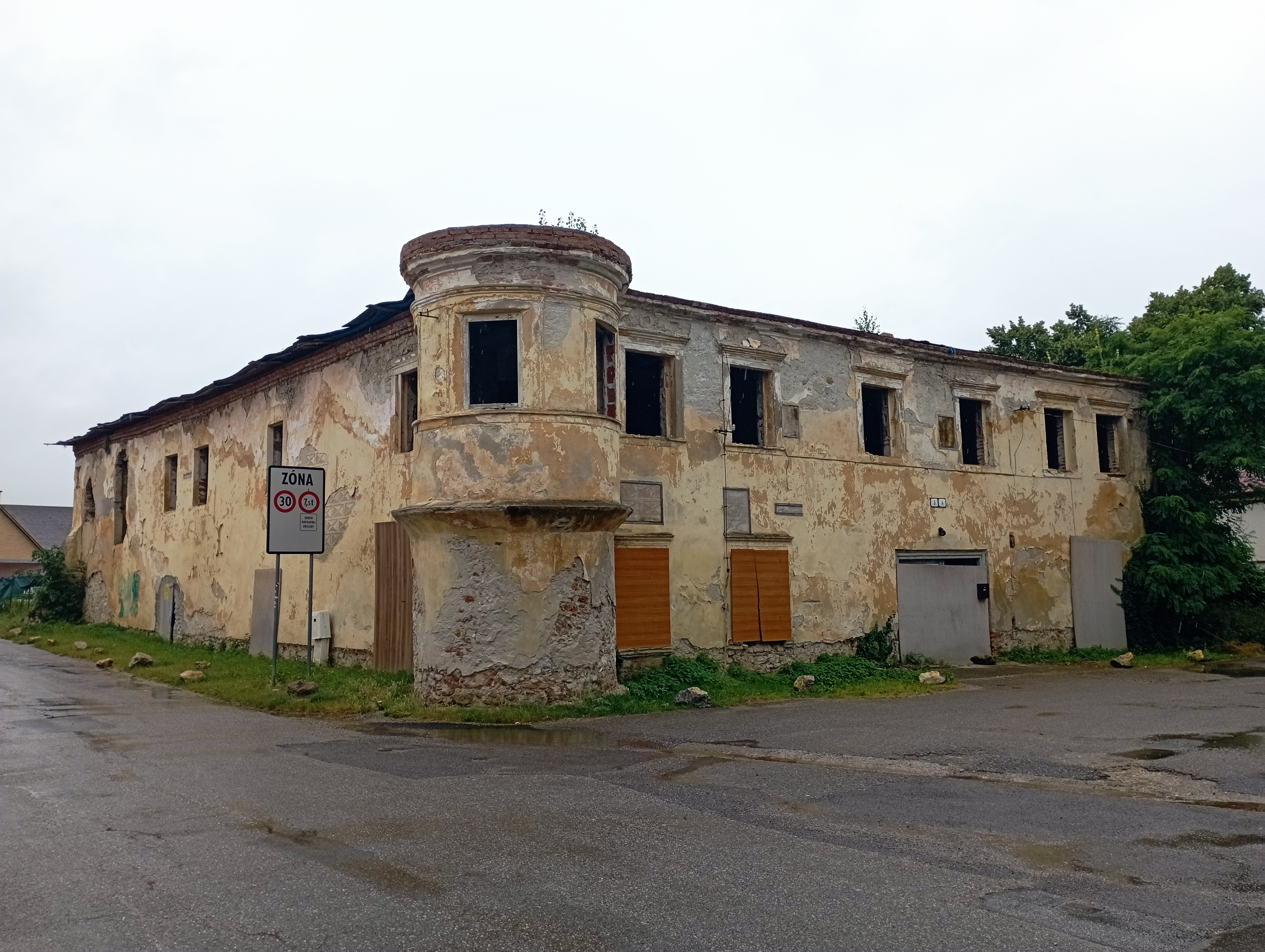
Kúria Dubnických v havarijním stavu (2022)